# Wittockiana

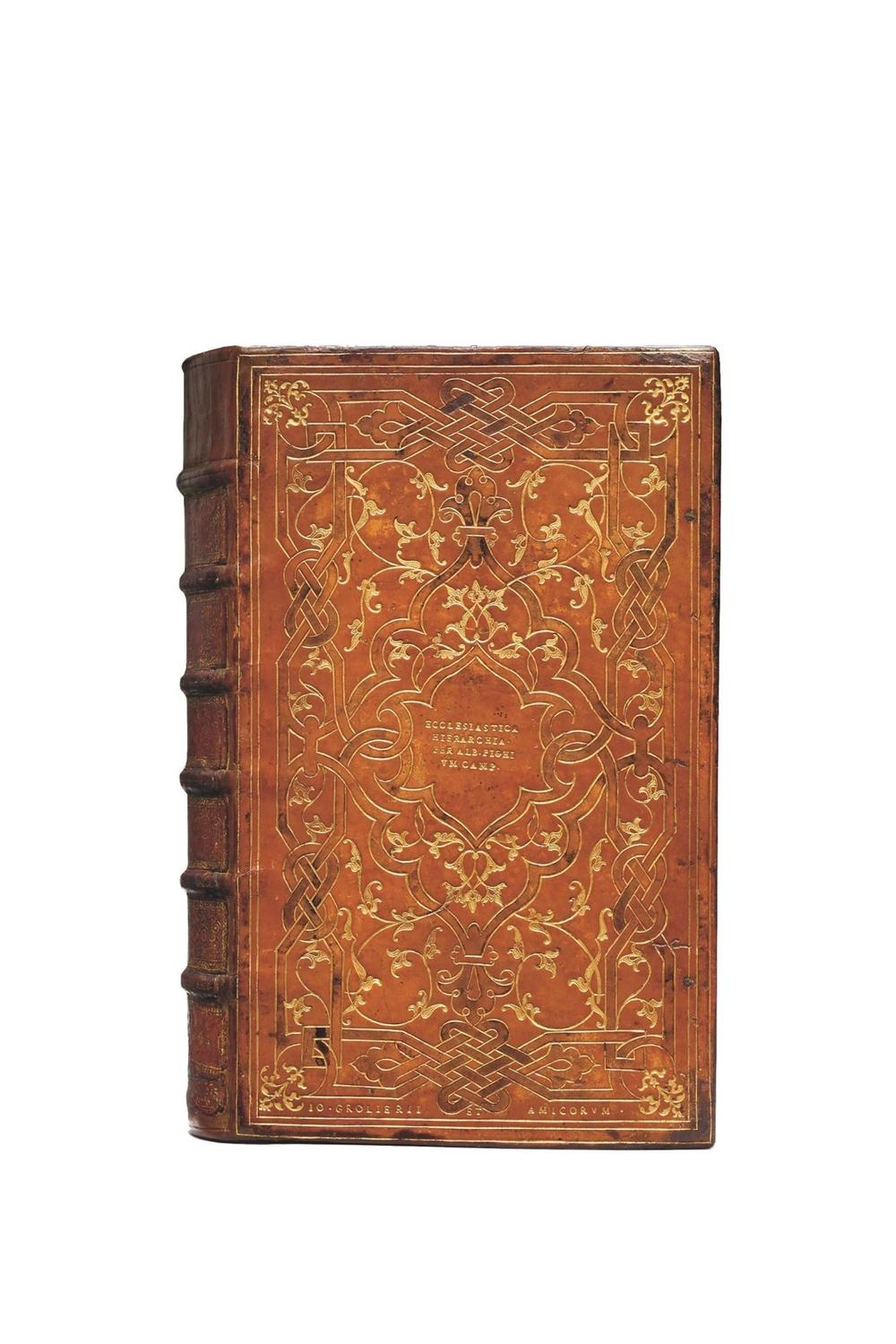
Parijse band met vlechtwerkdecor, vervaardigd rond 1545 door Jean Picard voor Jean Grolier, collectie Koning Boudewijnstichting.

De Wittockiana is een privémuseum met bibliotheek in Sint-Pieters-Woluwe in het Belgisch Brussels Hoofdstedelijk Gewest. Het museum is ontwikkeld vanuit de privéverzameling van bijzondere boekbanden van de Belgische industrieel Michel Wittock. Het werd geopend in 1983 en in 1996 met een verdieping uitgebreid. Op 20 september 2003 volgde een officiële inauguratie. Michel Wittock verzamelde een unieke collectie Europese boekbanden uit alle periodes van de renaissance tot nu. Meer dan 60 jaar lang verzamelde deze notoire bibliofiel geduldig de mooiste ingebonden boeken en legde een bibliotheek aan met enkele duizenden kunstbanden van de 16de eeuw tot nu.
Om de collectie te valoriseren richtte Michel Wittock de Bibliotheca Wittockiana op, een privé-instelling die uitgegroeide tot een internationaal erkend centrum en museum. In 2010 vertrouwde hij aan de Koning Boudewijnstichting het meest representatieve deel van zijn collectie toe zodat het voortbestaan ervan veilig gesteld werd.

## De collectie
De collectie biedt zo een overzicht van 5 eeuwen kunst, cultuur en geschiedenis. Naast pareltjes uit de boekbindkunst – voornamelijk van Belgische makelij maar ook banden afkomstig uit andere Europese landen – bevat ze verschillende fondsen en archiefdocumenten met betrekking tot het boekbedrijf en de literatuur:
- het Fonds Valère-Gille: manuscripten en brieven die getuigen van de bruisende culturele en literaire dynamiek rond La Jeune Belgique, evenals de door Paul Hankar ontworpen meubelen uit Gilles studeerkamer. Valère-Gille was de grootvader van Michel Wittock.
- het Fonds Lucien Bonaparte: met onder meer de volledige Encyclopédie van Diderot en Jean d’Alembert
- bijna alle door de poëzie van Pierre Lecuire geïnspireerde kunstenaarsboeken
- een verzameling van de Almanach de Gotha
- 16de- en 17de-eeuwse geïllustreerde Vlaamse drukken met spirituele inslag
- documentatiebibliotheek (+/- 15.000 boeken)
- documentatiemateriaal en boekobjecten

Tot slot maakt ook de ongewone en unieke verzameling rammelaars, die Idès Cammaert – de neef van Michel Wittock – hem toevertrouwde deel uit van de collectie.